# 瀬戸市立西陵小学校
瀬戸市立西陵小学校（せとしりつ せいりょうしょうがっこう）は、愛知県瀬戸市すみれ台1丁目77番地にある公立小学校。

## 歴史
瀬戸市街地北西部に水野団地が造成されて人口が急増したため、1975年（昭和50年）4月1日に瀬戸市20番目の小学校として開校した。団塊ジュニア世代以降から児童数は急激に減少したが、新しい住宅造成地である「みずの坂」と南側に面するマンションが学区（瀬戸市では学区のことを「連区」と呼ぶ。旧町名が本郷町で本来は水野小学校の連区（水北連区））に入ったため児童数は漸増傾向にある。2016年度（平成28年度）には2度目の校舎増築が行われた。

### 児童数の変遷
『愛知県小中学校誌』（2018年）によると、児童数の変遷は以下の通りである。
| 1975年（昭和50年） | 468人 |  |
| 1977年（昭和52年） | 596人 |  |
| 1987年（昭和62年） | 568人 |  |
| 1997年（平成9年）  | 430人 |  |
| 2007年（平成19年） | 639人 |  |
| 2017年（平成29年） | 759人 |  |

## 校歌
- 津田濤鶴作詞／小櫻秀爾作曲

## 通学区域

### 初期
- ひまわり台
- さつき台
- すみれ台
- はぎの台
- ききょう台
- ゆりの台

### 追加された区域
- ふじの台
- みずの坂
- 北みずの坂
- 本郷町瀬戸水野パークホームズ

## 進学する中学校
- 全区域、日の出町にある水野中学校に進学する。学区内に南山中学校があるが、水野団地内の児童は水野中学校の学区になるため部活動などを理由とした特例がない限り通学できない。そのため南山中学校の正門の前の家やすぐ裏の家でも徒歩20 - 25分ほどをかけて水野中学校に通わないといけない。

## 著名な卒業生
- 大島健吾（陸上競技選手、2020年東京パラリンピック日本代表）
- 成瀬竣平（サッカー選手、名古屋グランパス所属）